# جرمی ووترسپون
جرمی ووترسپون (انگلیسی: Jeremy Wotherspoon؛ زادهٔ ۲۶ اکتبر ۱۹۷۶) اسکیت‌باز سرعت اهل کانادا بود.
از افتخارات وی می‌توان به کسب مدال نقره اسکی سرعت ۵۰۰ متر در بازی‌های المپیک زمستانی ۱۹۹۸ اشاره کرد.